# Ballus japonicus
Ballus japonicus is een spinnensoort in de taxonomische indeling van de springspinnen (Salticidae).
Het dier behoort tot het geslacht Ballus. De wetenschappelijke naam van de soort werd voor het eerst geldig gepubliceerd in 1939 door Kendo Saito.